# 波斯陨击坑
波斯陨击坑（Porth）是火星阿蒙蒂斯区的一座撞击坑，其中心坐标位于北纬21.4度、西经255.9度处，直径9.3公里。该特征取名自英国南威尔士朗达卡嫩塔夫市波斯镇，1976年被国际天文联合会行星系统命名工作组批准接受。